# Ceratoxancus niveus
Ceratoxancus niveus là một loài ốc biển, là động vật thân mềm chân bụng sống ở biển trong họ Ptychatractidae.